# Rodrigo Lemos
Rodrigo Lemos (Las Piedras, 3 de outubro de 1973) é um ex-futebolista uruguaio que atuava como meia.

## Carreira
Rodrigo Lemos integrou a Seleção Uruguaia de Futebol na Copa América de 2001.[carece de fontes?]